# フン・フンアフプー
フン・フンアフプー（フン・フナフプ、フン・フナプとも、Hun Hunahpu） は、マヤ神話の『ポポル・ヴフ』に登場する神の一柱。
創造神イシュムカネーとイシュピヤコックの息子。女神イシュバキヤロを娶り、フンバッツとフンチョウエン兄弟の父となった。その後、さらにイシュキックに自分の精を与えて、双子のフンアフプーとイシュバランケーの父となった。弟はヴクブ・フンアフプー。
冥神フン・カメーとヴクブ・カメーの姦計に掛かり、ヴクブ・フンアフプーとともに冥界シバルバーで殺されることとなる。フン・フンアフプーは斬首され、彼の体は弟の死体とともに土に埋められた。
フン・フンアフプーの首は木に吊されると、木の実に変わった。あるとき側を通りかかったイシュキックの手に唾をかけ、自分の子を産みなさいといった。妊娠したイシュキックは地上に上り、フン・フンアフプーの母を訪ねて双子フンアフプー、イシュバランケーを生んだ。